# Тихорево
Тихорево — деревня в Рамешковском районе Тверской области.

## География
Находится в восточной части Тверской области на расстоянии приблизительно 21 км на юг по прямой от районного центра поселка Рамешки.

## История
В 1859 году в карельской казенной деревне Тихарево — 40 дворов, в 1887 — 42 двора. В советское время работали колхозы им. Сталина и «Кушалино». В 2001 году в 26 домах жили местные жители,10 домов принадлежало наследникам и дачникам. До 2021 входила в сельское поселение Кушалино Рамешковского района до их упразднения.

## Население
Численность населения: 207 человек (1859 год), 230 (1887), 58 (1989 год), 55 (русские 93 %) в 2002 году, 50 в 2010.

### Известные жители
- Склизков, Степан Осипович (1898—1941) — начальник Управления стрелкового вооружения Главного артиллерийского управления РККА.